# Élection présidentielle tadjike de 2020
L'élection présidentielle tadjike de 2020 a lieu le 11 octobre 2020 afin d'élire le président du Tadjikistan
Le président sortant Emomali Rahmon, au pouvoir depuis 1992, est reconduit sans surprise à la présidence avec plus de 90 % des suffrages, au cours d'un scrutin jugé ni libre ni démocratique.

## Contexte

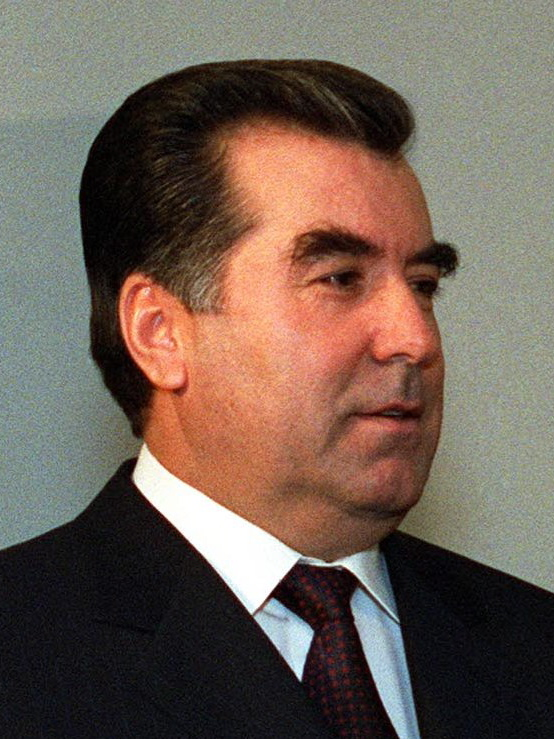
Emomali Rahmon

Le président sortant Emomali Rahmon, élu à quatre reprises, est au pouvoir depuis 1992. Aucune élection n'a été jugée libre et démocratique au Tadjikistan depuis son indépendance fin 1991. 
Les mois qui précèdent le scrutin sont marqués par les spéculations des observateurs quant à une nouvelle candidature d'Emomalii Rahmon. Celui-ci est en effet jugé susceptible de préparer sa succession en faveur d'une candidature de son fils Rustam Emomali.
Le renouvellement de la chambre haute tadjike en mars 2020 est ainsi remarqué pour l'élection de Rustam Emomalii au poste de sénateur. Il était devenu membre du conseil municipal de la capitale Douchanbé en avril 2017, avant d'en devenir maire. Son élection à la présidence de la chambre haute a lieu lors de la session inaugurale le 17 avril 2020, et fait de lui le second personnage de l'État après son père,,. Cette rapide ascension alimente les soupçons de succession dynastique à la tête de l'État.
Ces hypothèses sont finalement démenties par l'annonce le 3 septembre de la nomination du président sortant comme candidat du Parti démocratique populaire.

## Système électoral
Le président tadjik est élu au scrutin uninominal majoritaire à deux tours pour un mandat de sept ans renouvelable indéfiniment. Si aucun candidat ne remporte la majorité absolue de l'ensemble des votants — y compris ceux votant blancs ou nuls — au premier tour, un second est organisé entre les deux candidats arrivés en tête entre 15 et 31 jours après le premier tour, et le candidat réunissant le plus de suffrages est déclaré élu. Le scrutin est cependant soumis à un quorum de participation de 50 % des inscrits pour être reconnu valide. À défaut, il est procédé à un nouveau scrutin,.
La constitution de 1994 limitait initialement les présidents à un seul mandat de cinq ans. Elle est cependant amendée par référendum en 2003 afin de faire passer leur durée à sept ans et la limitation à deux, tout en remettant à zéro le compteur du nombre de mandats passés. Un second référendum en 2016 a par la suite aboli toute limitation,.
Les candidats doivent être âgés d'au moins trente cinq ans, parler la langue nationale, avoir résidé dans le pays depuis plus de dix ans, et recueillir les signatures d'au moins 5 % du total des électeurs inscrits sur les listes électorales. Seules les candidatures présentées par des partis politiques sont autorisées, rendant impossible la présence de candidats indépendants.

## Résultats
|                          | Emomali Rahmon           | PDP                      | 3 853 987 | 90,92 |  |  |
|                          | Rustam Latifzoda         | PA                       | 128 182   | 3,02  |  |  |
|                          | Rustam Rahmatzoda        | PRE                      | 90 918    | 2,15  |  |  |
|                          | Abduhalim Ghafforov      | PS                       | 63 082    | 1,49  |  |  |
|                          | Miroj Abdulloyev         | PC                       | 49 535    | 1,17  |  |  |
| Votes blancs et nuls     | Votes blancs et nuls     | Votes blancs et nuls     | 53 135    | 1,25  |  |  |
|                          |                          |                          |           |       |  |  |
| Votes valides            | Votes valides            | Votes valides            | 4 185 704 | 98,75 |  |  |
| Votes blancs et nuls     | Votes blancs et nuls     | Votes blancs et nuls     | 53 135    | 1,25  |  |  |
| Total                    | Total                    | Total                    | 4 238 839 | 100   |  |  |
| Abstention               | Abstention               | Abstention               | 722 349   | 14,56 |  |  |
| Inscrits / participation | Inscrits / participation | Inscrits / participation | 4 961 188 | 85,44 |  |  |

## Suites
Emomalii Rahmon est reconduit sans surprise à la présidence avec plus de 90 % des suffrages, au cours d'un scrutin jugée ni libre ni démocratique,.